# 문준경전도사 순교지
문준경 전도사 순교지는 대한민국 전라남도 신안군 증도면 증동리에 있다. 2009년 12월 16일 신안군의 향토유적 제2호로 지정되었다.

## 개요
한국 개신교 최초의 여성 순교자이며 섬선교의 어머니라 불리는 문준경 전도사가 순교한 곳이다.